# Pavel Gagarin
Pavel Pavlovitj Gagarin (ryska: Павел Павлович Гагарин), född 4 mars 1789, död 21 februari 1872, var en rysk politiker och ämbetsman.
Gagarin var medlem av bondeemancipationskommittén 1858, men representerade där närmast godsägarintressena. Han var president i minister- och riksråden 1864–1865.